# Pierre Moulu
Pierre Moulu (* 1484 im Département Eure-et-Loir (unsicher); † nach 1540) war ein franko-flämischer Komponist und Kleriker der Renaissance.

## Leben und Wirken
Dokumente in Form von Bittschriften an den Papst aus dem Jahr 1505 sprechen davon, dass ein Geistlicher namens „Petrus Moulu“ aus der Diözese Meaux in diesem Jahr 21 Jahre alt war, woraus sich das Geburtsjahr des Komponisten ergibt. In diesen Dokumenten wird auch darauf hingewiesen, dass dieser von 1505 bis 1513 an der Kathedrale Saint-Etienne dieser Stadt als Kaplan gewirkt hat; auch hat er möglicherweise seine Messe Stephane gloriose für diese Kirche geschrieben. Auch wenn sein Name in den Gehaltslisten des französischen Hofs in Paris nicht erscheint, gibt es deutliche Hinweise, dass Moulu in den ersten zwei Jahrzehnten des 16. Jahrhunderts einen nahen Bezug zur Hofhaltung des französischen Königs Ludwig XII. (Amtszeit 1498–1515) hatte und für diese tätig war. Als die französische Königin Anne de Bretagne am 9. Januar 1514 verstorben war, schrieb Moulu die Chanson-Motette Fiere Attropos, einen Klagegesang über ihren Tod; außerdem gibt es im 2. Teil seiner Motette Mater floreat florescat einen Aufruf an dreizehn Musiker zur Huldigung des Königs und der Königin mit Streichinstrumenten und der Orgel. Sieben dieser Musiker, nämlich Antoine de Longueval, Jean Braconnier (genannt Lourdault; † 1512, aktiv seit 1478), Johannes Prioris, Antoine de Févin, Hilaire Bernnoneau, Antonius Divitis und Jean Mouton waren entweder bei der Königin oder beim König angestellt. Über die Lebenszeit Moulus nach 1520 sind keine Informationen überliefert; insbesondere über das Jahr seines Ablebens besteht große Unsicherheit. Der Komponist Jehan Daniel, genannt maître Mitou, (1530) sowie die Dichter François Rabelais (1552) und Pierre de Ronsard (1560) haben Pierre Moulu in Listen mit berühmten Musikern aufgenommen, welche in erster Linie Personen enthalten, die bei Hof als Sänger gewirkt haben.

## Bedeutung
Die räumliche Verbreitung der Musik von Pierre Moulu entspricht der Verbreitung der Kompositionen von anderen zeitgenössischen Hofkomponisten, wie Jean Mouton und Jean Richafort. Pierre de Ronsard hat Moulu als Schüler Josquins bezeichnet; Belege dafür gibt es jedoch nicht. Der Stil seiner Musik steht auch dem von Jean Mouton wesentlich näher: wie Mouton verwendet er einen weich fließenden, imitatorischen Kontrapunkt, was sich auch in der Unsicherheit der Zuordnung von vier Werken niederschlägt. Diese Satzweise wird durch abschnittsweise Reduktion der Stimmenzahl, paarige Imitation und vereinzelte kurze homophone Abschnitte belebt. Manche seiner vierstimmigen Motetten und Chansons enthalten subtile, rhythmische Figuren und Wiederholungen von Schlussabschnitten und zeigen damit eine Vorwegnahme der Satztechniken von Claudin de Sermisy und seinen Zeitgenossen, wobei der Kontrapunkt Moulus aber gleichmäßiger und harmonisch weniger transparent verläuft. In seinen mehr als vierstimmigen Stücken setzt er Cantus-firmus- oder Kanontechniken ein. Mehrere seiner dreistimmigen Chansons zeigen einen Übergangsstil zwischen den dreistimmigen Kompositionen Antoine de Févins und den lyrischen Chansons von Claudin de Sermisy. In vier seiner fünf Messvertonungen benutzte Moulu melodisches oder kontrapunktisches Material von Josquin oder dessen Zeitgenossen. Besonders hervorzuheben ist hier seine Messe Alma Redemptoris Mater, auch Missa duarum facierum genannt, welche auf zweierlei Arten aufgeführt werden kann: mit den Pausen, die länger als eine Viertelpause sind, oder ohne diese.

## Werke
- Messen
  - Missa Alma Redemptoris mater zu vier Stimmen (= Messe à deux visaiges)
  - Missa Missus est Gabriel angelus zu vier Stimmen (nach einer Motette von Josquin)
  - Missa Mittit ad virginem zu vier Stimmen (nach einer Vorlage von Josquin)
  - Missa Paraninphus zu vier Stimmen (nach einer Motette von Loyset Compère)
  - Missa Stephane gloriose zu vier Stimmen (nach einer Vorlage von Layolle)
- Motetten
  - Adest nobis dies laetitiae zu vier Stimmen
  - Alleluia, Regem ascendentem zu vier Stimmen
  - Domine ante te zu drei Stimmen
  - Fiere attropos zu fünf Stimmen
  - Induta est caro mea zu vier Stimmen
  - In hoc ego sperabo zu drei Stimmen
  - In pace. Si dedero zu fünf Stimmen
  - Mater floreat florescat zu vier Stimmen
  - Ne projicias nos zu sechs Stimmen
  - Oculi omnium zu drei Stimmen (unvollständig)
  - O dulcis amica Dei zu fünf Stimmen
  - Oremus pro conctis zu vier Stimmen (nur Cantus erhalten)
  - Quam dilecta zu drei Stimmen (verschollen)
  - Regina caeli zu vier Stimmen
  - Salve Barbara martyr zu sieben Stimmen
  - Salve regina Barbara zu vier Stimmen
  - Sancta Maria, Dei mater zu vier Stimmen (nur Cantus erhalten)
  - Sicut malus zu drei Stimmen
  - Tu licet et Thamiram superes zu zwei Stimmen (= 'Crucifixus’ aus der Missa Alma Redemptoris mater)
  - Vivo ego zu drei Stimmen (unvollständig)
  - Vulnerasti cor meum zu fünf Stimmen
- Chansons
  - Au bois, au bois, madame zu vier Stimmen
  - En despit des faux mesdisans zu sechs Stimmen
  - Et dout venès vous zu drei Stimmen
  - Hellas, hellas madame zu vier Stimmen
  - J’ay mis mon cueur zu sieben Stimmen
  - N’aymés jamais ces gens zu drei Stimmen
  - Voicy le may zu vier Stimmen
- Stücke ohne Text
  - J’ay zu drei Stimmen
  - Kanon zu drei Stimmen (der Kanon erschien in Lodovico Zacconis Prattica de musica unter dem Namen Pietro Molu. Dieser Kanon wurde jedoch schon 1503 durch Petrucci abgedruckt, weshalb die Zuschreibung an Moulu sehr unwahrscheinlich ist)
- Kompositionen unsicherer Zuschreibung und Zweifelhaftes
  - Amy souffrez que je vous ayme zu vier Stimmen; Moulu, Le Hurteur, Claudin de Sermisy und D. Izhaga zugeschrieben
  - Domine Dominus noster zu vier Stimmen; Moulu zugeschrieben, wahrscheinlich aber von Mouton
  - In illo tempore accesserunt ad Jesum zu vier Stimmen; Moulu und Mouton zugeschrieben, aber wahrscheinlich von Moulu
  - In omni tribulatione zu vier Stimmen; von Mouton
  - La roussée de moys de may zu sechs Stimmen; Moulu zugeschrieben, aber wahrscheinlich von Mouton
  - Quam pulchra es zu vier Stimmen; Moulu, Verdelot, Mouton oder Josquin zugeschrieben, aber wahrscheinlich von Moulu
  - Saule, Saule, quid me persequeris zu vier Stimmen; Moulu zugeschrieben, aber wahrscheinlich von Jean le Brung
  - Virgo carens criminibus zu vier Stimmen; Moulu zugeschrieben, aber wahrscheinlich von Andreas de Silva

## Aufnahmen
- Capilla Flamenca, The A-La-Mi-Re Manuscripts, Flemish Polyphonic Treasures for Charles V. Naxos CD 8.554744. Enthält die Motette Mater floreat florescat
- The Brabant Ensemble, Stephen Rice, Missa Alma Redemptoris & Missa Missus Est Gabriel, Hyperion Records CD CDA67761